# Vyšná Šebastová
Vyšná Šebastová est un village de Slovaquie situé dans la région de Prešov.

## Histoire
Première mention écrite du village en 1272.

## Démographie

### Évolution de la population
| Année:               | 1994. | 2004.   | 2014.    | 2024.    |
| -------------------- | ----- | ------- | -------- | -------- |
| Nombre de personnes: | 944   | 1022    | 1191     | 1349     |
| Différence:          |       | +8,26 % | +16,53 % | +13,26 % |

| Année:               | 2023. | 2024.   |
| -------------------- | ----- | ------- |
| Nombre de personnes: | 1351  | 1349    |
| Différence:          |       | -0,14 % |